# Noël Hitimana
Noël (Noheli) Hitimana (c. años 50, Nyamirambo, Ruanda-Urundi - c. 2002, Ruanda) fue un periodista ruandés, y presentador (animateur) de la estación radial Radio Télévision Libre des Mille Collines (RTLM), un medio clave en promover la persecución de tutsis y hutus moderados durante el genocidio ruandés.

## Biografía
Hitimana trabajó en Radio Ruanda, medio de carácter estatal, así como en la Agencia de Información y Radiodifusión de Ruanda entre finales de la década de los setenta e inicios de los años noventa. Durante ese período, se hizo popular por saludar de forma rutinaria a las diferentes regiones y ciudades de Ruanda a tempranas horas de la mañana, mientras los granjeros se despertaban para ir a trabajar en los campos. Este segmento de transmisión enfatizaba la importancia del trabajo duro la comunidad y los pensamientos nacionalistas del único partido legal y gobernante del país, el Movimiento Republicano Nacional por la Democracia y el Desarrollo. Presuntamente alcohólico, Hitimana fue despedido de Radio Ruanda, luego de haber insultado al presidente ruandés Juvénal Habyarimana, en una transmisión en vivo, mientras estaba en estado de ebriedad.
Hitimana fue uno de los primeros animateurs contratados por la RTLM, luego de su fundación el 8 de abril de 1993. Siguió con su práctica de saludar a las ciudades y a sus habitantes. Una vez que comenzó el genocidio ruandés, el 7 de abril de 1994, Hitimana modificó este hábito para entregar localizaciones exactas y nombres de presuntos cómplices del Frente Patriótico Ruandés, incitando a la violencia e incluso al asesinato de individuos, por grupos como la Impuzamugambi y las milicias de la Interahamwe. Sus segmentos cubrieron el 5% de todas las transmisiones de la RTLM. El 17 de abril de 1994, una bomba estalló en uno de los estudios de la RTLM, hiriendo gravemente a Hitimana. Tras el ataque, su pierna tuvo que ser amputada, y se vio obligado a dejar de trabajar para la emisora por su propio bien.
En los años posteriores fue entrevistado por la periodista Yolande Mukagasana para su libro ''Las heridas del silencio''.
Se dice que Hitimana falleció en prisión en 2002 a causa de una enfermedad, o quizás antes de ese año.